# Bau des World Trade Centers

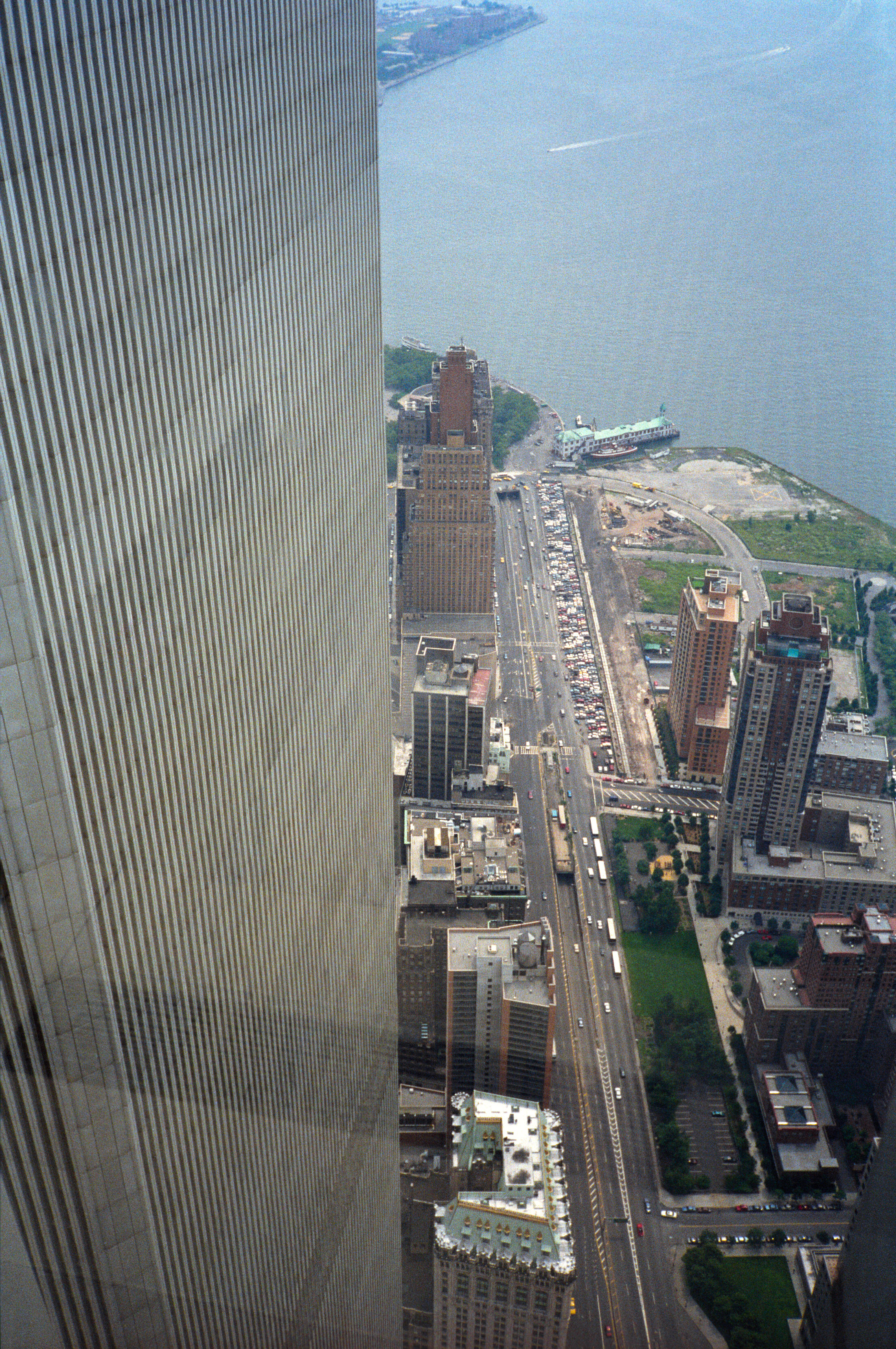
Blick von WTC-1 nach Süden

Der Bau des World Trade Centers (WTC) begann mit den Planungen im Jahr 1962 und endete mit der offiziellen Einweihung der Twin Towers am 4. April 1973. Die Maßnahme wurde als Stadterneuerungsprojekt konzipiert, um die Wiederbelebung von Lower Manhattan zu erreichen. Bauherr dieses Projekts war die New Yorker Hafenbehörde, die Port Authority of New York and New Jersey (kurz Port Authority oder PANYNJ). Nach umfangreichen Verhandlungen der Port Authority mit den Staatsregierungen von New Jersey und New York einigte man sich darauf, den Standort an der Radio Row an der Lower West Side von Manhattan für das World-Trade-Center-Projekt zu unterstützen. Um den Vertrag für New Jersey annehmbar zu machen, war die New Yorker Hafenbehörde damit einverstanden, die Konkursmasse von Hudson & Manhattan Railroad, jetzt unter dem Namen Port Authority Trans-Hudson (PATH), zu übernehmen, um die Pendler weiterhin von New Jersey nach Lower Manhattan zu transportieren.
Die Zwillingstürme wurden als gerahmte Rohrstrukturen entworfen und boten dadurch dem Mieter einen offenen Grundriss, da die Flächen nicht von Stützen oder Wänden unterbrochen wurden („Tube-in-Tube“ deutsch Röhre-in-Röhre). Die innere Röhre wurde durch den Kern aus Stahl mit den Aufzugsschächten gebildet, während sich die äußere Röhre gut sichtbar als Fassade darstellte. Die ganze Windlast wurde von der als Stahlgitter gestalteten Außenhülle des Gebäudes getragen. Der innere Kern des Wolkenkratzers trug die vertikalen Gravitationskräfte, wodurch eine leichte Bauweise erreicht wurde.
Die Aufzugsanlage bestand aus zwei sogenannten Sky Lobbys und einem System der lokalen Aufzüge, diese Bauweise hielt den strukturellen Kern der Türme klein, da wesentlich weniger Liftschächte benötigt wurden. Somit konnten bis zu 75 Prozent der Stockwerkfläche genutzt werden. Die vorher übliche Anordnung mit durchgehenden Liftschächten erlaubte oft nur noch 50 Prozent Nutzfläche pro Stockwerk. Das Design und die Konstruktion der World Trade Center Twin Towers beinhalteten noch viele andere innovative Techniken. Zum Beispiel musste für die Errichtung des WTCs eine großflächige Baugrube hergestellt werden, die durch eine rückverankerte Schlitzwand gesichert wurde. Der Bau des Nord-Turmes (WTC 1) begann im August 1968, und mit dem Süd-Turm (WTC 2) wurde 1969 begonnen. Die großzügige Verwendung von vorgefertigten Komponenten hat dazu beigetragen, dass der Bauprozess zügig vonstattenging. Im Dezember 1970 zogen die ersten Mieter in den Nordturm ein, in den Südturm im Januar 1972. Vier weitere, sogenannte Low-Level-Gebäude, wurden als Teil des World Trade Centers in den 1970er Jahren mit einer einheitlichen Fassade gebaut. Das siebte Gebäude wurde Mitte der 1980er Jahre errichtet.
Die beiden Zwillingstürme wurden 1993 und 2001 Ziel von Terroranschlägen und wurden infolge des zweiten Anschlags zerstört. Weitere Gebäude des WTC wurden beim zweiten Anschlag so schwer beschädigt, dass nur ihr Abriss übrig blieb.

## Planung

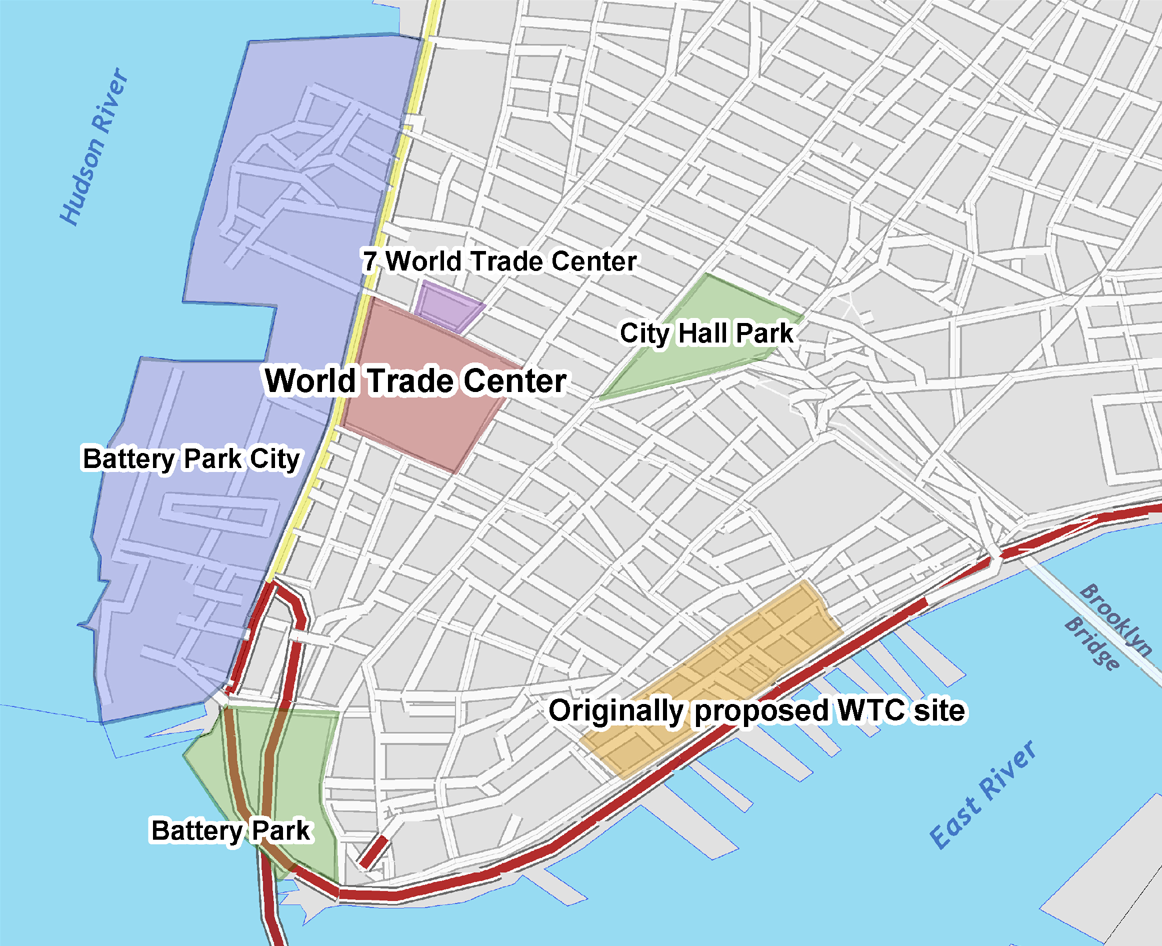
Lage in Manhattan, genordete Karte

## Design und Konstruktion
Am 20. September 1962 wurde der amerikanische Architekt Minoru Yamasaki zusammen mit dem Architekturbüro Emery Roth & Sons mit der Leitung des World-Trade-Center-Projekts kurz (WTCPJ) beauftragt. Von ihm stammt die Idee der Twin Towers. Ursprünglich legte Yamasaki der New Yorker Hafenbehörde ein Konzept unter Einbeziehung der Zwillingstürme mit je 80 Stockwerken vor. Dieses Konzept wurde verworfen, da die Forderung des Bauherrn von einer Million Quadratmeter Bürofläche so nicht erfüllt werden konnte. Um den Anforderungen zu entsprechen, musste jeder Turm 110 Stockwerke hoch werden. Das entsprach einer Gesamt-Bürofläche von 930.000 Quadratmeter. Ein wichtiger Hemmfaktor für die Gebäudehöhe waren die Aufzüge. Je höher die Gebäude, desto mehr Beschäftigte, desto mehr Aufzüge würden benötigt werden. Auf Kosten der Bürofläche wäre dadurch mehr Raum für die Gebäudetechnik beansprucht worden. Yamasaki und die Ingenieure beschlossen daher ein neues Aufzugsystem: Express-Aufzüge mit großer Kapazität (55 Personen) bringen die Beschäftigten auf das 44. Stockwerk und das 78. Stockwerk, die sogenannten „Sky-Lobbys“. Von dort aus gelangt man mit den lokalen Aufzügen zu allen weiteren Etagen eines „Blocks“, wobei die lokalen Aufzüge innerhalb desselben Aufzugsschachts „gestapelt“ sind. Durch eine Verringerung der Anzahl an benötigten Aufzugsschächten wurde eine Erhöhung der Nutzfläche pro Etage von bisher maximal 62 % bei früheren Wolkenkratzern auf 75 % erreicht. Das World Trade Center war nach dem John Hancock Center in Chicago das zweite Hochhaus, das die Sky-Lobbys verwenden sollte. Dieses System wurde von dem New Yorker U-Bahn-System übernommen, in dessen Liniennetz es Stationen gab, die für lokale Züge vorbehalten waren, und Express-Stationen, an denen alle Züge hielten.

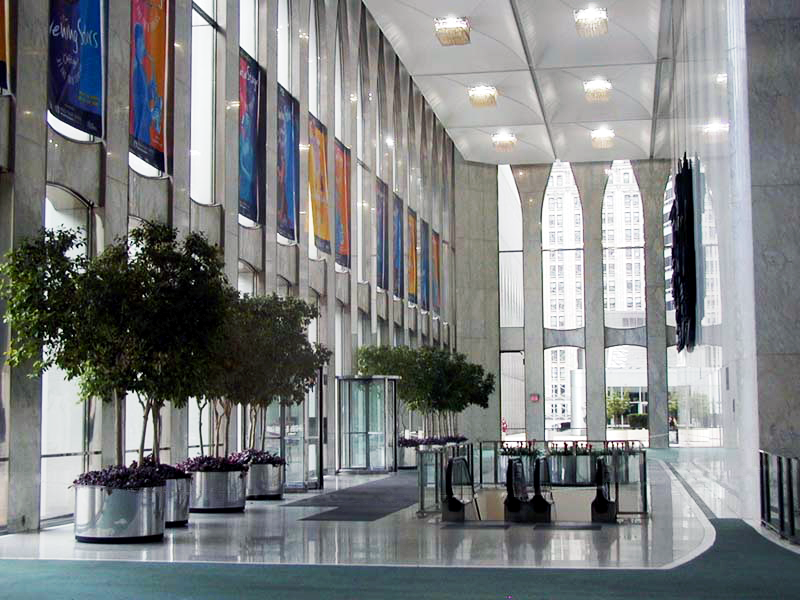
Lobby

Am 18. Januar 1964 stellte Minoru Yamasaki seinen Entwurf der Öffentlichkeit vor. Yamasakis World-Trade-Center-Entwurf war ungewöhnlich. Er spaltete das Hauptgebäude in zwei fast identische Türme, die er nebeneinander vor einer großen offenen Fläche platzierte. Jeder der Türme bestand aus einer einfachen Quaderform, die allein durch ihre Höhe imponieren sollte. Die Türme hatten einen quadratischen Grundriss von etwa 207 Fuß (63 m) Seitenlänge, also eine etwa 4.000 Quadratmeter große Grundfläche je Turm. Um die Strenge der Gebäude etwas aufzubrechen, überzog Yamasaki die Oberfläche mit einem feinen Gitterwerk, das seine Ähnlichkeit zu gotischem Maßwerk nicht verleugnen konnte. Letzteres wurde vor allem im Erdgeschoss deutlich, wo die vertikal verlaufenden Rippen in hohe, spitzbogige Fenster übergingen. Da Yamasaki unter Höhenangst litt, wurden die Gebäude mit nur 18 Zoll (45 cm) breiten, nicht zu öffnenden Bürofenstern gestaltet. Gleichzeitig sollten diese schmalen Fenster dem Gebäudenutzer ein Gefühl der Sicherheit geben. Dazwischen befanden sich mit einer Aluminiumlegierung beschichtete Stützen, die einen warmen Farbeffekt abgeben sollten.

Das WTC – Lage der Gebäude, Nachbarschaft

Der World-Trade-Center-Komplex bestand aus sechs Gebäuden innerhalb eines 65.000 Quadratmeter großen Superblocks. Im Zentrum standen die Twin Towers, umsäumt von drei mehrstöckigen Gebäuden und dem 22 Stockwerk hohen Vista Hotel (WTC 3). Die einzelnen Gebäude waren durch Brücken und Tunnel miteinander verbunden. Läden, Bars, Cafés, Banken und mehr als 60 Restaurants für Einheimische, Touristen und Mitarbeiter ergänzten die 930.000 Quadratmeter Fläche an Büroräumen.
Das American Institute of Architects und andere Gruppen äußerten Kritik an der Ästhetik des World-Trade-Center-Designs. Lewis Mumford, Autor von The City in History, und andere für die Stadtplanung Verantwortliche kritisierten das Vorhaben und bezeichneten diesen und andere neue Wolkenkratzer nur als „Glas- und Metall-Schränke“. Fernsehsender äußerten Bedenken, dass die Zwillingstürme Störungen beim Fernsehempfang für Zuschauer in New York City und Umgebung verursachen würden. Als Reaktion bot die New Yorker Hafenbehörde den Sendern eine neue TV-Sendeanlage auf dem World Trade Center an. Die Linnean Society des American Museum of Natural History war auch gegen das Trade-Center-Projekt, da ihrer Meinung nach die Zugvögel durch die Türme gefährdet wären.
Die bautechnischen Ingenieure der Firma Worthington, Skilling, Helle & Jackson arbeiteten an der Entwicklung des Rohr-Rahmen-Struktur-Systems, das in den Gebäuden verwendet werden sollte, damit Yamasakis Konzipierung, minimale Grundfläche bei maximaler Nutzfläche, umgesetzt werden konnte. Das Port Authority Engineering Department bestimmte die Ingenieure Joseph R. Loring & Associates als Elektrotechniker und Jaros, Baum & Bolles als Maschinenbauer. Tishman Reality & Construction Company war der Generalunternehmer für das World-Trade-Center-Projekt. Guy F. Tozzoli, Direktor des World Trade Department der Port Authority, und der Port-Authority-Chefingenieur Rino M. Monti leiteten das Projekt.

### Tragwerksplanung
Als zwischenstaatliche Agentur war die New Yorker Hafenbehörde nicht Gegenstand der örtlichen Gesetze und Verordnungen der Stadt New York, einschließlich deren Bauvorschriften. Dennoch verlangte die New Yorker Hafenbehörde, dass die Architekten und Bauingenieure die Bauvorschriften von New York City befolgten. Zu dem Zeitpunkt, als das World Trade Center geplant wurde, wurden neue Bauvorschriften konzipiert, um die alte Version von 1938 zu ersetzen. Die Statiker passten die Entwürfe den neuen Bauvorschriften von 1968 an und vereinigten die „fortschrittlichen Techniken“ in der Gebäudeform.
Yamasaki und die Ingenieure John Skilling und Leslie E. Robertson erarbeiteten eine Tragwerksplanung, die es ermöglichte, sowohl im Design als auch von der Konstruktion her das WTC als das höchste Gebäude der Welt zu bauen. Anders als bei den üblichen Hochhäusern, deren äußere Haut wie ein Vorhang an der inneren Tragstruktur aufgehängt war, besaß das äußere Skelett der Zwillingstürme eine tatsächliche Tragfunktion. Das von Fazlur Khan eingeführte Rohr-Rahmen-Konzept war eine wichtige Neuerung. Es ermöglichte, dass die Türme als eines der ersten Hochhäuser ihrer Zeit als „Tube-in-Tube“-System (Röhre-in-Röhre) ausgeführt werden konnten. Die innere Röhre wurde durch den Kern mit den Aufzugsschächten gebildet, während sich die Äußere gut sichtbar als Fassade darstellte. Die Außenhaut der Türme bestand aus einem stabilen Netz von je 59 Stahlstützen pro Gebäudeseite. An deren Innenseite wurden Konsolen geschweißt, auf denen die Zwischendecken befestigt waren. Durch die Verbindung dieser beiden „Tubes“ mittels der 80 cm hohen Verbindungsträger der Zwischendecken wurde eine hohe Stabilität des Gebäudes erreicht. Die ganze Windlast wurde von der als Stahlgitter gestalteten Außenhülle des Gebäudes getragen. Der innere Kern des Wolkenkratzers trug nur die vertikalen Gravitationskräfte, wodurch eine leichte Bauweise erreicht wurde. Die strukturelle Analyse der Hauptteile des World Trade Centers wurden auf einen IBM-1620-Computer berechnet.

Ein typischer Stockwerksgrundriss und Anordnung der Aufzüge (Schema)

Bei der Erstellung der Innenstruktur wurde verstärkt auf vorgefertigte modulare Elemente zurückgegriffen. Die Qualität des Baustahls sowie die Plattendicke wurden mit zunehmender Bauhöhe verringert, da die Gebäudestruktur proportional zur Höhe eine entsprechend abnehmende Gebäudemasse zu tragen hat. Für die Tragwerkstruktur wurde unter anderem A36-Stahl verwendet. Das ist eine Standard-Stahllegierung, die als allgemeiner Baustahl in den Vereinigten Staaten verwendet wird. Der A36-Standard wurde von der American Society for Testing and Materials (ASTM), einer Organisation für festgelegte Normen, erarbeitet. A36 ist ein Standard-Kohlenstoff-Stahl ohne Legierungszusätze mit einer Dichte von 0,28 lb/in³ (7,8 g/cm³). A36-Stahl in Platten, Stäben und anderen Formen mit einer Stahldicke von weniger als 8 inch (200 mm) hat eine minimale Streckgrenze von 250 N/mm² (Newton pro Quadratmillimeter) und eine Zugfestigkeit von 400 bis 550 N/mm². Bei einer Stahldicke von mehr als 8 inch (über 200 mm) verringert sich die Streckgrenze auf 220 N/mm² bei gleichbleibender Zugfestigkeit. Dieser Stahl ist gut schweißbar und wird auch für Niet- und Schraubverbindungen verwendet. Für den Außenkern wurde auch A441-Stahl eingesetzt. Dies ist ein Standard-Kohlenstoff-Stahl mit Mangan-, Kupfer- und Silizium-Legierungsbestandteilen, die dem Stahl eine hohe Korrosionsbeständigkeit verleiht. Des Weiteren zeichnet sich der A441 durch seine höhere Mindeststreckgrenze von 350 N/mm² für den Einsatz bei hohen Belastungen an Strukturen aus. Ca. 60 % der für den Bau benötigten Stahlplatten wurden in Japan zu den ASTM-Standards oder zu ihrem Äquivalent produziert.

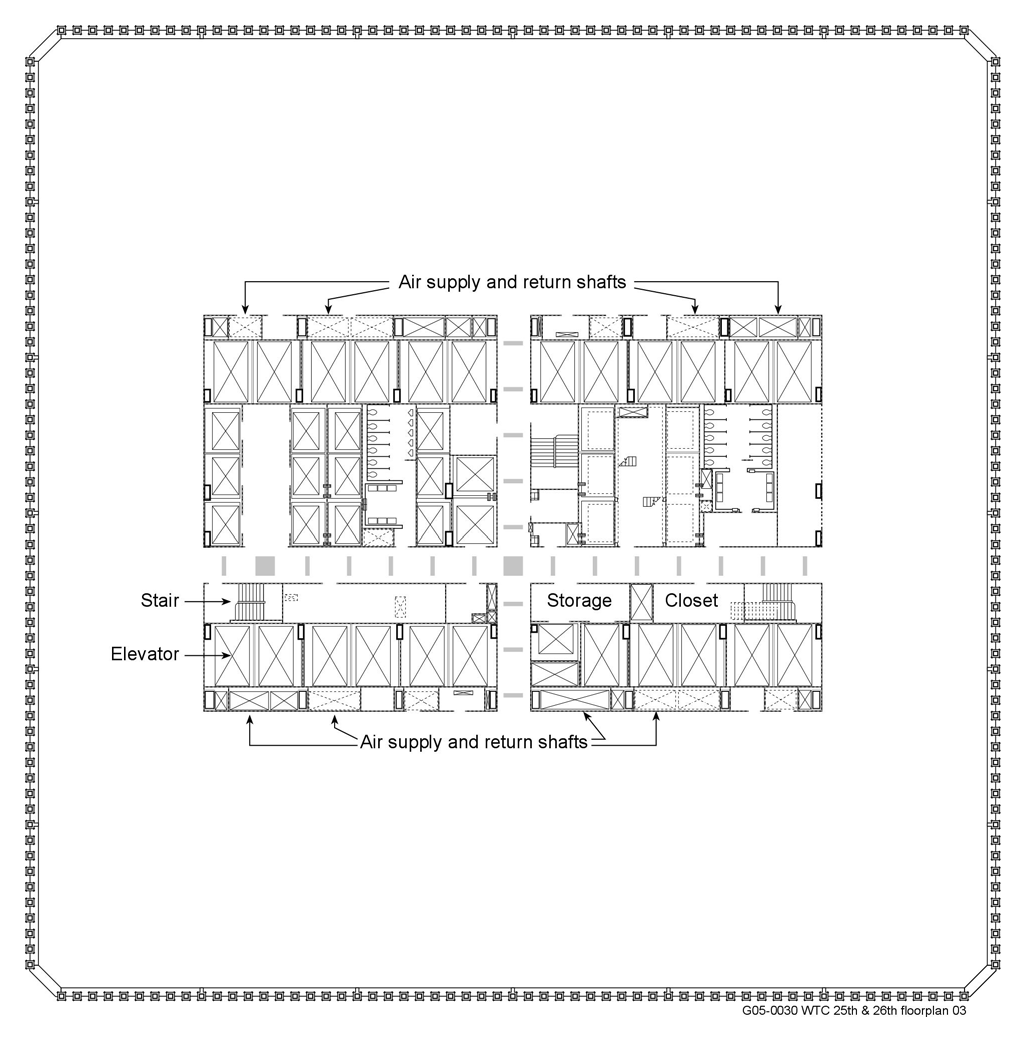
Typischer Stockwerkplan der Twin Towers für Unternehmen

Das Rohr-Rahmen-System benötigte 40 Prozent weniger Baustahl als herkömmliche Hochhausbauweisen. Vom 7. Stockwerk bis zum Erdgeschoss und dann weiter hinunter bis ins Fundament wurden die Stahlstützen in einem Abstand von 3 m eingebaut. Ab der Erdoberfläche wurden die Stahlstützen noch 20–26 m tief in das Fundament gesetzt. Die Fassadenstruktur der Türme bestand aus 236 quadratischen Außenstahlstützen mit einem Querschnitt von 36 × 36 cm. Abhängig von der Plattenstärke und dem Einbauort im Gebäude wurden die Stahlstützen mit Längen von 3,65 m bis zu 11,60 m angefertigt. Um den Einbau der Außenstahlstützen zu vereinfachen, wurden diese nicht einzeln, sondern in Modulen verbaut, die außerhalb der Baustelle hergestellt wurden. Diese Stahlstützenmodule bestanden aus drei Außenstahlstützen, die mit drei querliegenden Brüstungsplatten verschweißt wurden, sodass zwischen den Stützen ein Zwischenraum in Fensterbreite entstand. Das Stahlstützenmodul hatte eine Höhe von drei Stockwerken, wobei zwei Stockwerke komplett abgedeckt wurden und nach der unteren und oberen Brüstungsplatte noch je ein halbes Stockwerk überstanden. An der Innenseite der Brüstungsplatten wurden die Auflagehalterungen für die Stockwerkdecken angeschweißt. Die Stahlstützenmodule wurden miteinander verschraubt. Die Verbindungselemente für allgemeine Stahlkonstruktionen sind hochfeste Schraubbolzen oder Schweißungen. Die Projektspezifikationen dafür entsprechen den ASTM-Standards A325 oder A490. Die Schraubenverbindungen mussten so berechnet und montiert sein, dass aufgrund ausreichend großer Klemmkraft auch unter Betriebsbelastungen keine Scherkräfte quer zur Schraubenachse zur Wirkung kommen konnten. Das heißt, die auftretenden Kräfte wurden in der Mitte der „Spannweite“ der Stützen und Brüstungsplatten aufgefangen. Die Brüstungsplatten wurden auf jedem Stockwerk, zwecks Übermittlung der Schubspannung zwischen den Stahlstützenmodulen, so angebracht, dass sie gemeinsam einen Widerstand gegen seitlich auftretende Kräfte bildeten. Die Fugen zwischen den Stahlstützenmodulen wurden vertikal versetzt, so dass die Verbindungsfugen zwischen benachbarten Stahlstützenmodulen nicht auf demselben Stockwerk lagen.
Im Turminnenkern wurden alle Aufzugsschächte, die Sanitärräume, je drei Treppenhäuser und andere Nutzräume untergebracht. Die Kerne hatte eine rechteckige Grundfläche von 27 m Breite und 40 m Länge und enthielten je 47 Stahlstützen, die vom Fundament bis zum Dach der Türme reichten. Der Innenkern wurde so konstruiert, dass er die Gewichtskraft der Türme unterstützte. Ab dem 66. Stockwerk wurden konische Stahlstützen verwendet. In den unteren Stockwerken bestanden die Stahlstützen aus geschweißten Box-Abschnitten, die ansteigend in den oberen Stockwerken als Flansch-Abschnitte fortgeführt wurden. Der strukturelle Kern im WTC 1 (Nordturm) war mit der Längsachse von Osten nach Westen ausgerichtet. Im WTC 2 (Südturm) wurde er von Norden nach Süden ausgerichtet. Die Technikgeschosse hatten keine Büroflächen. Auf ihnen befanden sich alle für die komplette Gebäudeanlage nötigen Versorgungseinrichtungen wie Elektrik, Wasser- und Luftversorgung, Klimaanlage usw. Als Ausnahme bei den Technikgeschossen lagen die Treppenhäuser hier außerhalb des Innenkerns.

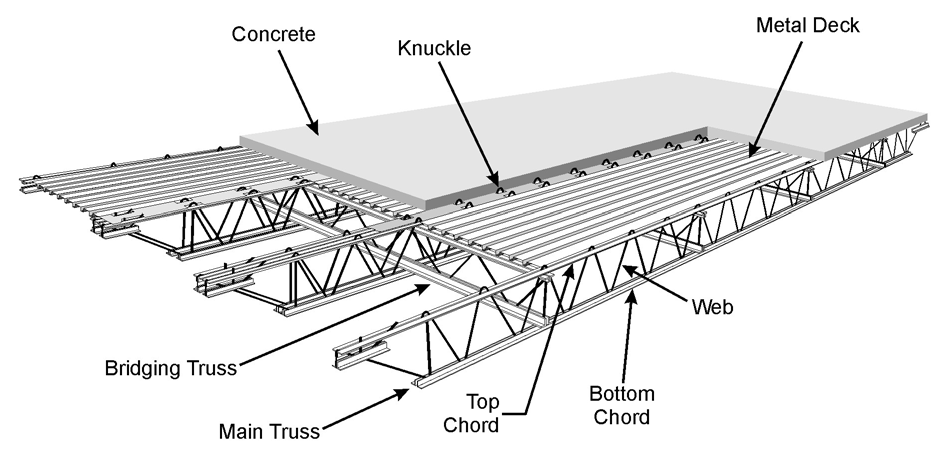
Schema des Fußboden-Systems

Der große, stützenfreie Raum zwischen der Fassadenstruktur und dem Innenkern wurde mit vorgefertigten Deckenelementen überbrückt. Die Deckenelemente trugen ihr eigenes Gewicht sowie das der Nutzlasten, verbesserten die seitliche Stabilität der Außenwände und teilten die Windlasten unter den Außenwänden auf. Der Deckenaufbau bestand aus einer 10 cm dicken Leichtbetonschicht, die auf einer verlorenen Schalung aus Trapezblech aufgebracht war. Diese ruhte auf etwa 70 cm hohen Stahlfachwerkträgern. Ein Deckenelement (6 m breit und bis zu 18 m lang) bestand aus vier sogenannten Brückenträgern in Längsrichtung und vier weiteren Trägern in Querrichtung. Die Brückenträger wurden im Raster von 2 m verlegt. Der Ober- und Untergurt eines Trägers bestand aus je 2 L-Stahlprofilen. Der „Steg“ dazwischen bestand aus einem durchgehenden, in Schlangenform verlaufenden Rundstahl von 28 mm Durchmesser. An der Außenwandauflage wurde das Deckenelement oben mit zwei Bolzen verschraubt und unten wurde die Dämpfungseinheit mit der Außenwandauflage verbunden. An der Innenkernauflage wurde nur oben der Fußboden (also die Leichtbetonschicht mit Trapezblech?) verschraubt. Die Dämpfungseinheit wurde in Sandwichbauweise hergestellt. Die Außenschichten sind reinelastisch (Federprinzip), die Füllschicht besteht aus inkompressiblem viskoelastischen Material (Dämpfungsprinzip), das die Aufgabe hatte, die durch Gebäudenutzung entstehenden Schwingungen zu reduzieren. Die „Belegkapazität“ war auf 5 kips (1 kip(Kilo-Pfund) entspricht 1000 Pfund, also 453 kg) ausgelegt. Für den breiteren Bürobereich hatte das Deckenelement eine Weite von 18 m zu überspannen, bei dem schmalen Bereich betrug die Spannweite 11 m.
Das „Hat-Truss“-System (oder „Fachwerkbrückenausleger“) war im 107. Stockwerk bis an die Gebäudespitze im 110. Stockwerk eingebaut. Um eine hohe Kommunikationsantenne in jedem der Türme einbauen zu können, wurde ein System entwickelt, das eine Umverteilung der Belastung zwischen Außen- und Innenkern des Gebäudes ermöglichte. Dies wurde durch eine Stahlträgerkonstruktion in Profilform von Doppel-T-Trägern erreicht, die in horizontaler und vertikaler Ebene eingebaut wurden. An den Ecken des Innenkerns waren je zwei Stahlträger diagonal von dem 110. Stockwerk Oberkante bis zum Außenkern des Turmes im 107. Stockwerk montiert. In den Seitenmitten des Innenkerns wurden pro Seite je zwei Stahlträger ebenfalls in diagonaler Anordnung vom 110. Stockwerk Oberkante bis zum Außenkern des Turmes im 107. Stockwerk montiert. Nach Fertigstellung der beiden Türme wurde 1978 nur im Nordturm eine Kommunikationsantenne von 110 m Höhe montiert.

### Auswirkungen der Windkräfte
Ein für die Planer wichtiger Risikofaktor sind die auf ein Gebäude wirkenden Windkräfte. Bei sehr hohen Häusern ist eine perfekte Kombination von ausreichender Elastizität und notwendiger Stabilität im Wind von großer Wichtigkeit. Im Vergleich zu traditionellen Strukturen wie dem Empire State Building, die dickes, schweres Mauerwerk für den Brandschutz von Stahlstrukturelementen haben und dadurch auch den Windkräften einen besseren Widerstand bieten, ermöglichte das Rohr-Rahmen-System mit Innenkern und Außenstützenstruktur durch Aufsprühen von feuerfestem Material zwar die Erhaltung der leichten Struktur, aber die Windprobleme mussten gelöst werden. Um die Türme unempfindlicher gegen massive Windkräfte zu machen, verlegten ihre Konstrukteure die tragende Metallkonstruktion auf die Außenhaut des Gebäudes und verbanden die Fassaden durch Stahlträger. Ingenieur Robertson baute Modelle der Twin Towers, die im Windkanal bei der Colorado State University und am National Physical Laboratory in Großbritannien getestet wurden. In zahlreichen Simulationen und Berechnungen wurde ermittelt, welchem maximalen Winddruck das World Trade Center standhalten konnte und wie sich die Struktur der Türme unter diesen Bedingungen verhielt. Die Türme waren so konstruiert, dass sie Schwankungen von über 90 cm standhielten. Die Experimente wurden auch durchgeführt, um zu beurteilen, wie viel an Schwankungen der Türme die Gebäudenutzer ertragen konnten. Die Testpersonen wurden zu kostenfreien Augenuntersuchungen eingeladen. Der eigentliche Zweck des Versuchs war es, ihnen ein simuliertes schwankendes Gebäude darzustellen, um herauszufinden, welche Schwankungen noch zu tolerieren waren. Viele Probanden reagierten auf diese Tests mit negativen Erscheinungen wie Schwindelgefühlen und anderen Krankheitssymptomen. Einer der wichtigsten Ingenieure, Leslie Robertson, arbeitete mit dem kanadischen Ingenieur Alan Garnett Davenport zusammen, um den viskoelastischen Dämpfer zu entwickeln. Durch den Einbau dieser Dämpfer zwischen den Deckenelementen und der Außenstruktur wurde ein Teil der Schwingungen absorbiert. Zusammen mit einigen anderen strukturellen Veränderungen des Gebäudes reduzierten sich die Schwankungen auf ein akzeptables Niveau.

### Auswirkungen eines Flugzeugabsturzes
Umfangreiche Sicherheitstests, Simulationen und Berechnungen gingen dem Bau des WTCs voraus. Die Ingenieure und Statiker dieses Projektes hatten auch die Möglichkeit eines Flugzeugabsturzes erwogen. Aus Erfahrungen der Vergangenheit, als im Juli 1945 ein B-25-Bomber in das 79. Stockwerk des Empire State Buildings stürzte, und wegen zweier weiterer Beinah-Flugunfälle auf Wolkenkratzer wollte man für den Fall der Fälle vorbereitet sein. Chefingenieur Leslie Robertson entwickelte ein Szenario für das zur damaligen Zeit größte Flugzeug der Welt, die Boeing 707. Das National Institute of Standards and Technology (NIST) fand ein dreiseitiges Papier, auf dem vermerkt war, dass für die Analyse der Auswirkungen eines Flugunfalls nicht die Geschwindigkeit der Boeing 707 von 896 km/h herangezogen wurde, sondern ein Jet mit einer Fluggeschwindigkeit von 970 km/h. Die Original-Dokumentation dieser Studie ist beim Einsturz des World Trade Centers verloren gegangen. Nach dem Bombenanschlag im Februar 1993 wurde John Skilling auf diese Unfallstudie angesprochen, wobei er feststellte, dass die Gebäudestruktur bei den Unfallauswirkungen noch stehen würde. Jedoch wurde in dieser Studie nicht berücksichtigt, wie die Struktur sich bei einem Feuer verhalten würde, das aus einem Flugzeugabsturz resultiert. Es wurde die Annahme vertreten, dass das World Trade Center sich mit seiner Stahlkonstruktion genau so verhält wie die schwere Maurerarbeit und die Stahlkonstruktion im Empire State Building.

### Brandschutzvorkehrungen
Um die Außenstruktur der Türme einschließlich aller Decken gegen Brandgefahr zu schützen, wurden feuerbeständige Werkstoffe gemäß Standard Test Method for Air Erosion of Sprayed Fire-Resistive Materials (SFRMs) verwendet. Die Stahlstützen (und -träger?) des World Trade Centers wurden von dem Bauunternehmen Tishman Reality and Construction Company mit dem feuerfesten Spezialputz Vermiculit in Form eines drei Millimeter dünnen Films aufgespritzt. Vermiculit, auch unter der Bezeichnung Vermisol bekannt, ist ein expandiertes Aluminium-Eisen-Magnesium-Silicat, das zur Gruppe der Glimmerminerale gehört. Es ist ein reines Naturprodukt. Vermiculit wird als Brandschutz, Kälte- und Wärmeschutz und zur Schalldämmung in Hochhäusern verwendet. Dieses Produkt war zuvor an sogenannten Normbränden erprobt worden, doch solche Normbrände erreichen nicht die vergleichbaren Temperaturen eines Kerosinbrandes. Ursprünglich hatte man für den Brandschutz eine Mischung vorgesehen, die rund 20 Prozent Asbest enthalten sollte. Diese Isolierschicht sollte verhindern, dass die Temperatur der Stahlträger im Fall eines Brandes auf über 1100 Grad Fahrenheit (593 °C) steigt – einer Temperatur, bei der Stahl 50 % seiner Festigkeit verliert. Ende der sechziger Jahre entbrannte in den USA eine Diskussion, ob Asbest Krebs erregt. Darauf wurden die Arbeiten mit asbesthaltigen Baumaterialien eingestellt. Der Nordturm war bereits bis zum 40. Stockwerk errichtet, als man dann für die nächsten Etagen und für den Südturm den Baustoff Vermiculit verwendete. Aus Gründen der Gewichtsersparnis wurden Gipskartonwände für den Brandschutz des Gebäudekerns gewählt.
1968 wurden die Bauvorschriften von New York City geändert. In einigen Punkten des Brandschutzes wurden sie gegenüber der alten Version abgemildert. Die neuen Vorschriften ermöglichten den Einbau von nur drei Treppenhäusern in die WTC-Towers, statt sechs, wie es unter den älteren Bauvorschriften erforderlich gewesen wäre.
Nach einem Brand im Nordturm im Februar 1975 wurden die Brandschutzmaßnahmen im WTC verbessert. Das Feuer breitete sich auf sechs Stockwerke aus, bevor es gelöscht werden konnte. Nach dem Bombenattentat von 1993 befand ein Inspektionsteam, dass die Brandschutzmaßnahmen nicht ausreichend waren. Die New Yorker Hafenbehörde war dabei, sie zu ersetzen. Bis zum 11. September 2001 (Terroranschlag auf das WTC) wurde eine Verbesserung des Brandschutzes auf 18 Stockwerken im WTC 1 (Nordturm) durchgeführt und abgeschlossen. Von dieser Verbesserung waren auch alle Stockwerke betroffen, in denen das Flugzeug einschlug. Im Südturm wurde auf 13 Stockwerken der Brandschutz verbessert, aber nur drei Stockwerke wurden von den Auswirkungen des Flugzeugeinschlags direkt betroffen. 1968 waren in den Bauvorschriften von New York City noch keine Sprinkler für Hochhäuser erforderlich, ausgenommen für die unterirdischen Räume. Nach dem Großbrand von 1975 beschloss die New Yorker Hafenbehörde die Installation von Sprinkleranlagen im World Trade Center. Bis 1993 waren der Südturm (WTC 2) zu 97 % und der Nordturm (WTC 1) zu 85 % mit Sprinkleranlagen ausgerüstet. Die gesamte Anlage wurde bis 2001 komplett nachgerüstet.

## Bauabschnitte
Im März 1965 begann die New Yorker Hafenbehörde (Bauherr) mit dem Erwerb von Eigentum auf der World-Trade-Center-Seite von Manhattan. Bis zum Juli 1965 waren bereits 75 % der benötigten Baufläche von der Hafenbehörde gekauft worden, oder man stand mit den Eigentümern kurz vor einem Verkaufsabschluss. Am 12. März 1966 startete die beauftragte Ajax Wrecking and Lumber Corporation mit den Abbrucharbeiten der sich auf dem geplanten Baugelände befindlichen Gebäude. Insgesamt mussten 164 Gebäude dem Bau des World Trade Centers weichen.

### Fundament

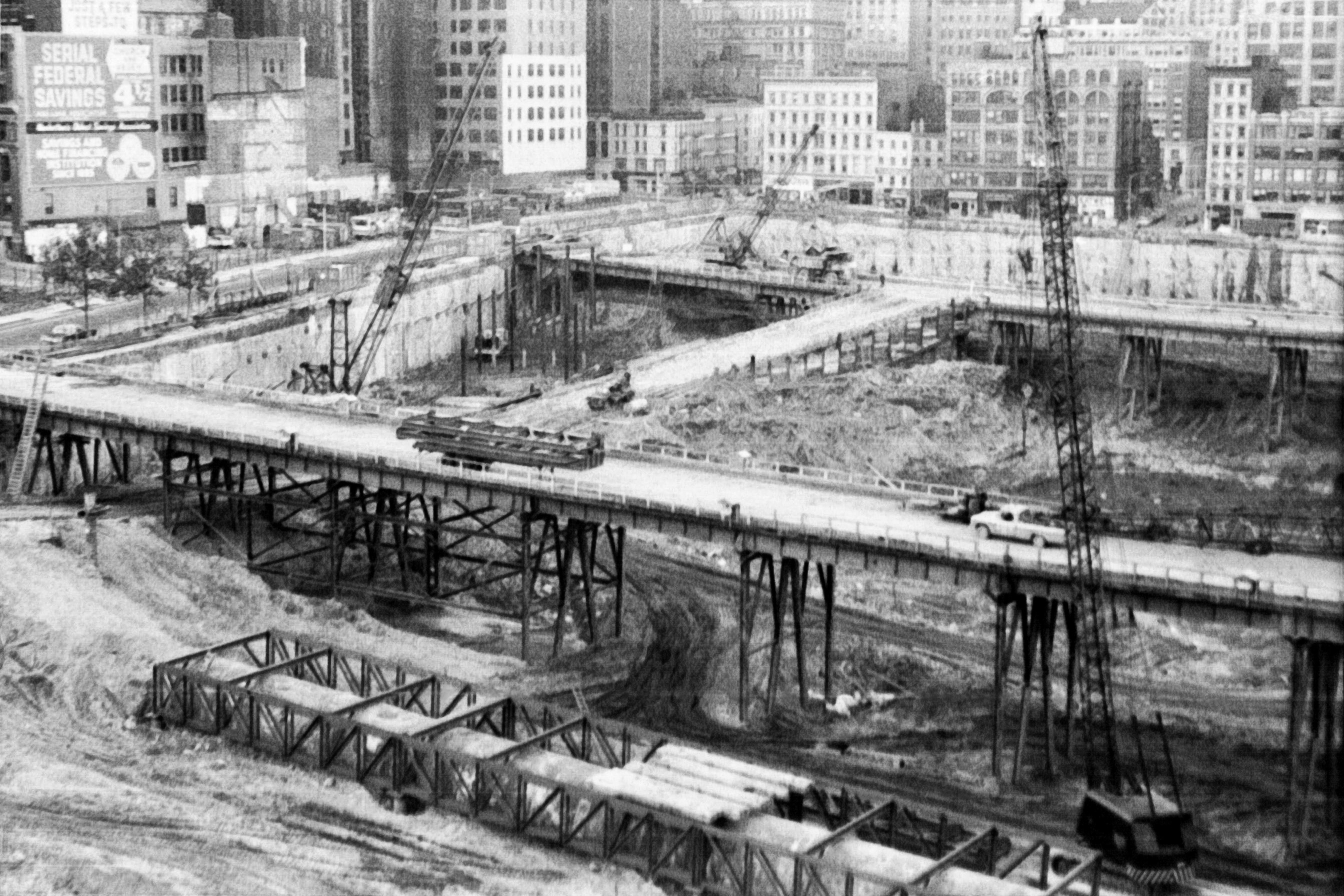
Aushub der Baugrube, 30. April 1968

Der erste Spatenstich wurde am 5. August 1966 ausgeführt und markierte damit den Beginn für die Erstellung der Fundamente des World Trade Centers. Der Baugrund, auf dem das World Trade Center stand, war nicht naturgegeben, sondern das Ergebnis von Aufschüttungen früherer Generationen. Festen Grund fand man erst in etwa 20 Metern Tiefe. Außerdem war der Boden feucht und das ganze Gelände musste eigens gegen eindringendes Wasser des Hudson River geschützt werden. Bevor mit dem eigentlichen Aushub des Fundamentes begonnen werden konnte, musste eine Stützwand rund um das vorgesehene Fundament des World Trade Centers errichtet werden. Dazu wurde abschnittweise ein 6,70 m breiter Graben bis auf den festen Grund (etwa 21 m Tiefe) ausgehoben. Der so entstandene Hohlraum wurde nach dem Slurry-Verfahren (Aufschlämmung) mit Bentonit, einem Gemisch aus Wasser und Ton, als Stützflüssigkeit aufgefüllt. Diese hielt das Wasser aus der Grube. Anschließend wurde ein Stahlkäfig eingefügt und dieser mit Beton ausgegossen, wobei die Stützflüssigkeit herausgedrückt wurde. Durch den Bauingenieur Christian Veder wurde 1964 die Schlitzwandbauweise im Grundbau entwickelt. Mit mehrfach verankerten Schlitzwänden wurde die Baugrube gestützt, dadurch entstand eine in der Fachliteratur auch als „Bathtub“ bezeichnete, über einen Kilometer lange Baugrubenumschließung. Der Zweck dieser „Badewanne“ war nicht, Wasser aufzunehmen, sondern eindringendes Wasser abzuhalten. So konnte, geschützt vor Wassereinbrüchen aus dem nahen Hudson River, das Fundament für das World Trade Center errichtet werden. Diese Methode wurde an Stelle der herkömmlichen Entwässerungsmethoden verwendet. Durch die Senkung des Grundwasserspiegels wären an großen Wohnsiedlungen in der Nähe der Baustelle, die nicht auf tiefen Fundamenten standen, Schäden verursacht worden. Das Slurry-Verfahren wurde unter fachlicher Beratung vom leitenden Ingenieur der New Yorker Hafenbehörde John M. Kyle jr. durchgeführt. Die in Montreal ansässige Firma Icanda, eine Tochtergesellschaft des italienischen Technikunternehmens Impresa Costruzioni Opere Specializzate (I.C.O.S.), begann im Dezember 1966 mit der Errichtung der Schlitzwand. Nach 14 Monaten war der Bau der Schlitzwand abgeschlossen. Erst jetzt konnte mit dem Aushub des Fundamentes begonnen werden. Bedingt durch den Bau des WTC, musste bis zum Neubau der PATH-Station im Jahr 1971 der Betrieb der PATH-Züge über einen angehobenen Tunnel bis zum Hudson-Terminal durchgeführt werden.
Der Fundamentaushub für das WTC-Projekt betrug 920.000 Kubikmeter Bodenmaterial. Um die Transportkosten des Aushubs auf Deponien in New Jersey zu sparen, schenkte der Bauherr der Stadt New York das Bodenmaterial. Diese verwendete den Aushub als Füllmaterial, um die Küstenlinie in ganz Manhattan West Street zu erweitern. Die Errichtung einer Spundwand verhinderte eine Fortspülung des Füllmaterials. Somit konnte dem Hudson River ein 210 m breites und 452 m langes Landstück abgewonnen werden. Auf diese Weise erhielt die Stadt New York eine Immobilie im Wert von 90 Millionen US-Dollar geschenkt (bezogen auf 1968 entspräche das heute 701 Millionen US-Dollar), da auf diesem Grund später die Battery Park City errichtet wurde.

### Bau der Twin Towers

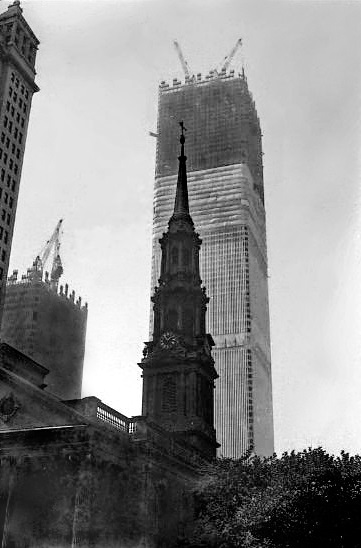
Die Türme im Rohbau 1970

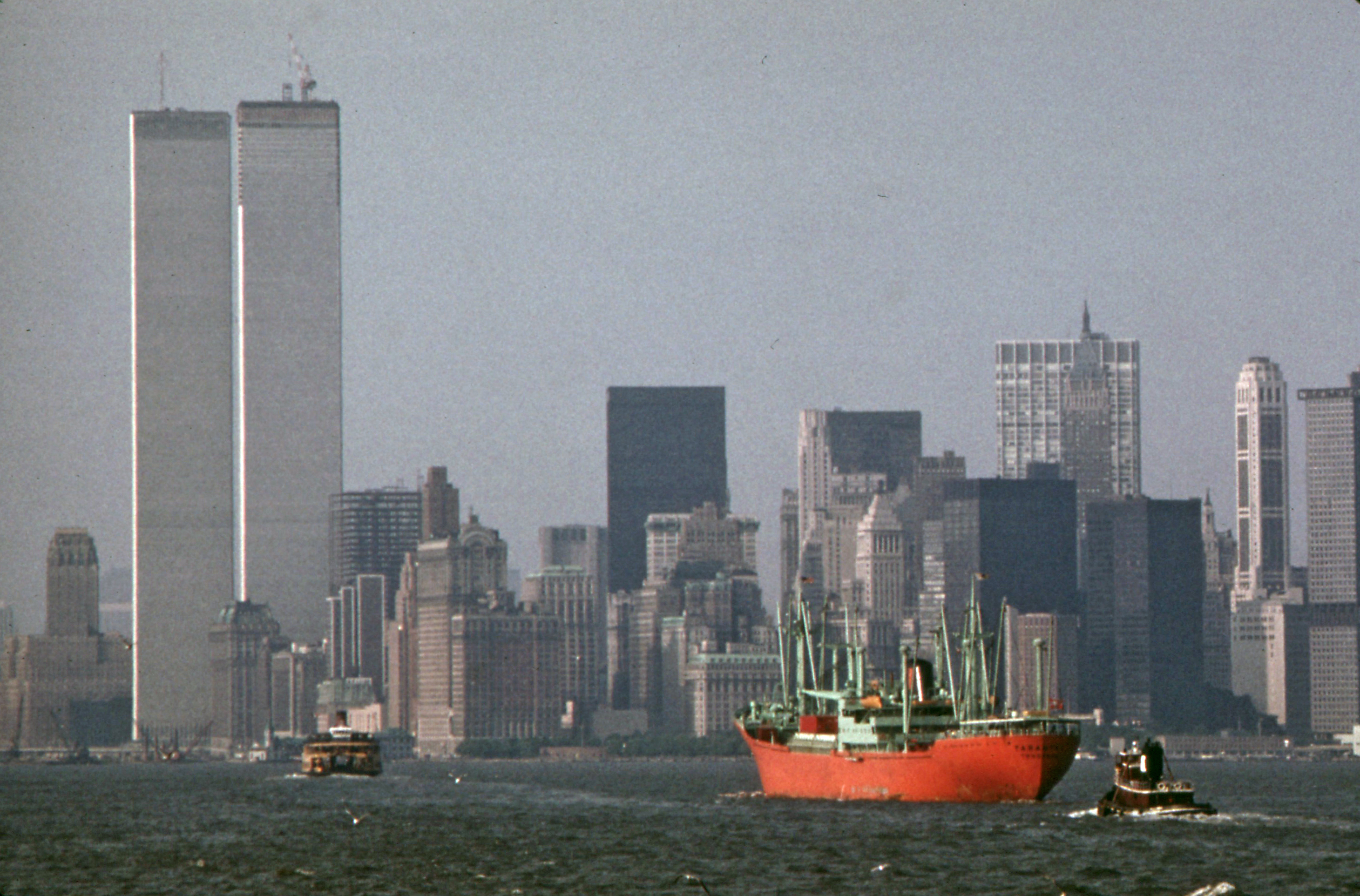
Blick von Süden auf Manhattan und das World Trade Center (1971)

Im August 1968 wurde mit den Bauarbeiten am WTC 1 (Nordturm) begonnen. Der Baubeginn am WTC 2 (Südturm) war im Januar 1969. Die Karl Koch Erecting Corp. wurde vom Bauherrn mit der Durchführung und Überwachung der gesamten Stahlarbeiten beauftragt. Für die Arbeiten an der Aluminium-Fassade wurde die Aluminum Company of America unter Vertrag genommen. Die New Yorker Hafenbehörde schloss mit der Pacific Car and Foundry Company, der Laclede Steel Company und der Granite City Steel Company im Januar 1967 Stahllieferungsverträge mit einem Gesamtvolumen von 74 Millionen US-Dollar ab (entspräche heute: 600 Millionen US-Dollar). Als kostensparende Maßnahme wählte die New Yorker Hafenbehörde viele verschiedene Stahllieferanten aus, die kleinere Mengen Stahl lieferten, statt den Einkauf von Stahl in großen Mengen aus einer Hand, wie Bethlehem Steel oder US Steel, zu beziehen. Im Februar 1967 wurde die & Construction mit der Überwachung des WTC-Projekts beauftragt.
Der Einsatz von vorgefertigten Modulen, wie das Stahlträgerelement für die Fassade, oder das Fußbodenelement, trugen dazu bei, die Bauzeit und Kosten des WTC-Projekts zu senken. Diese Module wurden in einem stahlverarbeitenden Betrieb unter strenger Qualitätskontrolle gefertigt. Die Stahlteile wurden in der Penn-Central-Werft in Jersey City gelagert, von dort wurden sie in den frühen Morgenstunden durch den Holland Tunnel zur Baustelle gebracht und durch einen Kran an die vorgesehene Stelle gehoben. Größere Stahlbauteile wurden mit Schleppern auf die Baustelle gebracht. Für das Heben der schweren Lasten wurden vier Spezial-Hydraulik-Kräne, die für den Einsatz an Hochhäusern geeignet sind, benötigt. Der Favco Standard 2700 Crane, hergestellt von Favelle Mort Ltd. von New South Wales, Australien, auch als „Känguru-Kran“ bezeichnet, erfüllte diese Anforderungen. Dieser Kran wurde so lange eingesetzt, bis die Lastenaufzüge im Innenkern des World Trade Centers diese Arbeiten weiterführen konnten. Nebenher wurden noch vier Krananlagen in Form von mobilen Landbohrtürmen eingesetzt.
Ein Turm bestand aus drei Modulen, getrennt durch zwei sogenannte Sky Lobbys im 44. und 78. Stockwerk. Beim Bau der Türme musste zuerst mit der Errichtung des Innenkerns begonnen werden, weil dort die Lastenaufzüge für den Transport des Baumaterials untergebracht werden mussten. Anschließend konnte die Fassade nachgezogen werden; dadurch war der Ausbau des Innenkerns dem Bau der Fassade immer einige Stockwerke voraus. Der Innenkern wurde durch Fußbodenelemente mit der Fassade verbunden. Unter jedem Stockwerk in den Fußbodenelementen verliefen die Versorgungsanlagen, die Luftschächte und die Telefonkabel. Die Gebäude waren mit komplexen und für damalige Verhältnisse modernsten Heizungs- und Energiesystemen ausgestattet. Nach neun Jahren der Planung und vier Jahren der Abrissphase und der Fundamenterstellung, lief die Bauphase der Türme gleichzeitig ab. Im Januar 1970 hatte die Bauphase im Nordturm das 43. Stockwerk erreicht, während am Südturm am 9. Stockwerk gearbeitet wurde. Beide Türme wurden in gleicher Baugeschwindigkeit hergestellt. Der Bauzeitplan sah für die Errichtung von drei Stockwerken mit Stahlträger pro Turm etwa 10 Tage vor. Die Karl Koch Erecting Corp. hatte einen 22 Millionen US-Dollar umfassenden Montagevertrag, der auf der Erfüllung dieses Zeitplans beruhte. Im 41., 42., 75. und 76. Stockwerk beider Türme wurden schwere mechanische Einrichtungen für die Gebäudeanlagen eingebaut, weswegen der Fußboden in diesen Stockwerken verstärkt werden musste. Das Gleiche war bei den Modulabschnitten im 44. und 78. Stockwerk (Sky Lobbys) nötig. Ab dem 9. Stockwerk nach oben wurden die vorgefertigten Fußbodenelemente verwendet.
Im Jahr 1970 streikten die Transportunternehmer, so dass sich der Transport von Material auf die Baustelle verzögerte. Da auf der Baustelle nicht genug Platz für die Lagerung von Baumaterial vorhanden war, mussten alle Materiallieferungen im Just-in-time-Verfahren erfolgen, das heißt, zu einer bestimmten Zeit musste ein bestimmtes Bauteil an seinem bestimmten Einbauplatz sein. Durch computergesteuerte Arbeitsablaufpläne wurde verhindert, dass ein Fehler im Zeitplan oder der Materialanlieferung den Baufortschritt verzögerte. Die New Yorker Hafenbehörde versuchte, andere Mittel zur Beförderung von Material einzusetzen. Es wurden unter anderem auch Hubschrauber verwendet. Bei dieser Transportmethode verlor ein Hubschrauber seine Stahlladung in den Kill Van Kull (Wasserstraße im New Yorker Hafengebiet). Während der Bauphase ereigneten sich auch einige andere Pannen, unter anderem die Unterbrechung des Telefonnetzes in Lower Manhattan, weil durch Rammen die Telefonkabel durchtrennt worden waren. Am 16. März 1970 überfuhr ein Lastwagen einen Propan-Tank; durch die Explosion wurden sechs Arbeiter verletzt. Insgesamt kamen 60 Arbeiter durch Bauunfälle während der Erstellung des World Trade Centers ums Leben.
Die Richtfest-Zeremonie von WTC 1 (Nordturm) fand am 23. Dezember 1970 statt, anschließend bezogen die ersten Mieter ihre Büroräume. Das Richtfest für den WTC 2 (Südturm) erfolgte am 19. Juli 1971. Im Südturm konnten die ersten Mieter im Januar 1972 einziehen. Am 4. April 1973 wurde die offizielle Einweihung der Twin Towers durchgeführt.
Die ursprünglichen Schätzungen der Baukosten für das World Trade Center auf 350 Millionen US-Dollar konnten nicht eingehalten werden, so dass die New Yorker Hafenbehörde im Dezember 1966 die geschätzten Gesamtkosten auf bis zu 575 Millionen US-Dollar bezifferte (entspräche heute: 4.801 Millionen US-Dollar). Diese Ankündigung brachte Kritik aus den Reihen der privaten Immobilien-Firmen sowie anderer Institutionen in New York City an dem WTC-Projekt hervor. Nach Meinung der Kritiker habe die New Yorker Hafenbehörde eine unrealistisch niedrige Schätzung angegeben, sie berechneten, dass das Projekt am Ende 750 Millionen US-Dollar kosten würde. Als der Bau der Twin Towers abgeschlossen war, beliefen sich die Gesamtkosten für die New Yorker Hafenbehörde auf 900 Millionen US-Dollar (entspräche heute: 5.488 Milliarden US-Dollar). Das World-Trade-Center-Projekt wurde durch steuerfreie Anleihen von der New Yorker Hafenbehörde finanziert.

## Sonstige WTC-Gebäude
Der World-Trade-Center-Komplex bestand aus sechs freistehenden Gebäuden, einem darunter liegenden Einkaufszentrum (The Mall) und U-Bahn-Stationen.
Neben den Twin Towers – dem WTC 1 (Nordturm) und dem WTC 2 (Südturm) – wurde das WTC 3 mit 22 Stockwerken von Skidmore, Owings and Merrill in den Jahren 1978 bis 1979 als Hotelgebäude konzipiert. Dieses Gebäude wurde vom Marriott-Hotelkonzern (vormals Vista Hotel) angemietet. WTC 4, WTC 5 und WTC 6 waren acht- bis neunstöckige Gebäude, die von demselben Team, das die Twin Towers konzipierte, errichtet wurden. Das 47-stöckige WTC-7-Gebäude wurde 1987 nördlich der World-Trade-Center-Seite gebaut. Es wurde von Emery Roth & Sons entworfen und auf einem Umspannwerk des Energieversorgers „Con Edison“ errichtet.
Zu dem World-Trade-Center-Komplex gehörte eine unterirdische Einkaufspassage, die Geschäfte und Restaurants beherbergte. Mehrere U-Bahn-Linien sowie zwei Linien der PATH nach New Jersey waren in Untergrund-Bahnstationen untergebracht.

## Technische Änderungen
Im Laufe der Zeit wurden zahlreiche strukturelle Änderungen vorgenommen, um den Ansprüchen der Mieter an die Twin Towers zu entsprechen. Die Änderungen wurden in Übereinstimmung mit der New Yorker Hafenbehörde anhand des Port Authority Alteration Review Manual durchgeführt, damit die strukturelle Integrität der Gebäude gewährleistet wurde. In vielen Fällen wurden Öffnungen in den Böden zugeschnitten, neue Treppen in die Mietbüros eingebaut, um die Stockwerke zu verbinden. Einige Stahlträger wurden im Kern verstärkt, um schwere Lasten zu lagern, wie zum Beispiel große Mengen von Akten, die Mieter auf ihren Etagen unterbringen mussten.
Nach dem Bombenattentat von 1993 wurden in den unteren Ebenen des WTC 1 (Nordturm) Reparaturen an strukturellen Elementen ausgeführt. Der größte Schaden ereignete sich an Niveau B1 und B2, mit erheblichen strukturellen Schäden auch auf der Ebene B3. Die Primärstützen wurden nicht beschädigt, aber die sekundären Stahlträger waren stark betroffen. Durch die Explosion beschädigte Stockwerke mussten restauriert werden, um die strukturelle Unterstützung der Stahlträger wiederherzustellen. Durch die Bombenexplosion war die Schlitzwand in Gefahr, da durch den Verlust der Fußbodenplatten die seitliche Unterstützung nicht mehr gewährleistet war, um den Druck vom Hudson-Flusswasser auf der anderen Seite entgegenzuwirken. Die Kälteanlage auf Niveau B5 wurde schwer beschädigt; dadurch fiel die Klimaanlage des gesamten WTC-Komplexes aus und musste für einen befristeten Zeitraum ersetzt werden. Nachdem kritische Leitungen und Signalisierung in das ursprüngliche System der Brandmeldeanlage durch die Bombenexplosion zerstört worden war, musste ein neues Brandmeldesystem installiert werden. Diese Installationen, die in beiden Türmen durchgeführt wurden, nahmen Jahre in Anspruch und waren zum Zeitpunkt der Anschläge am 11. September 2001 noch nicht abgeschlossen.

## Daten und Fakten

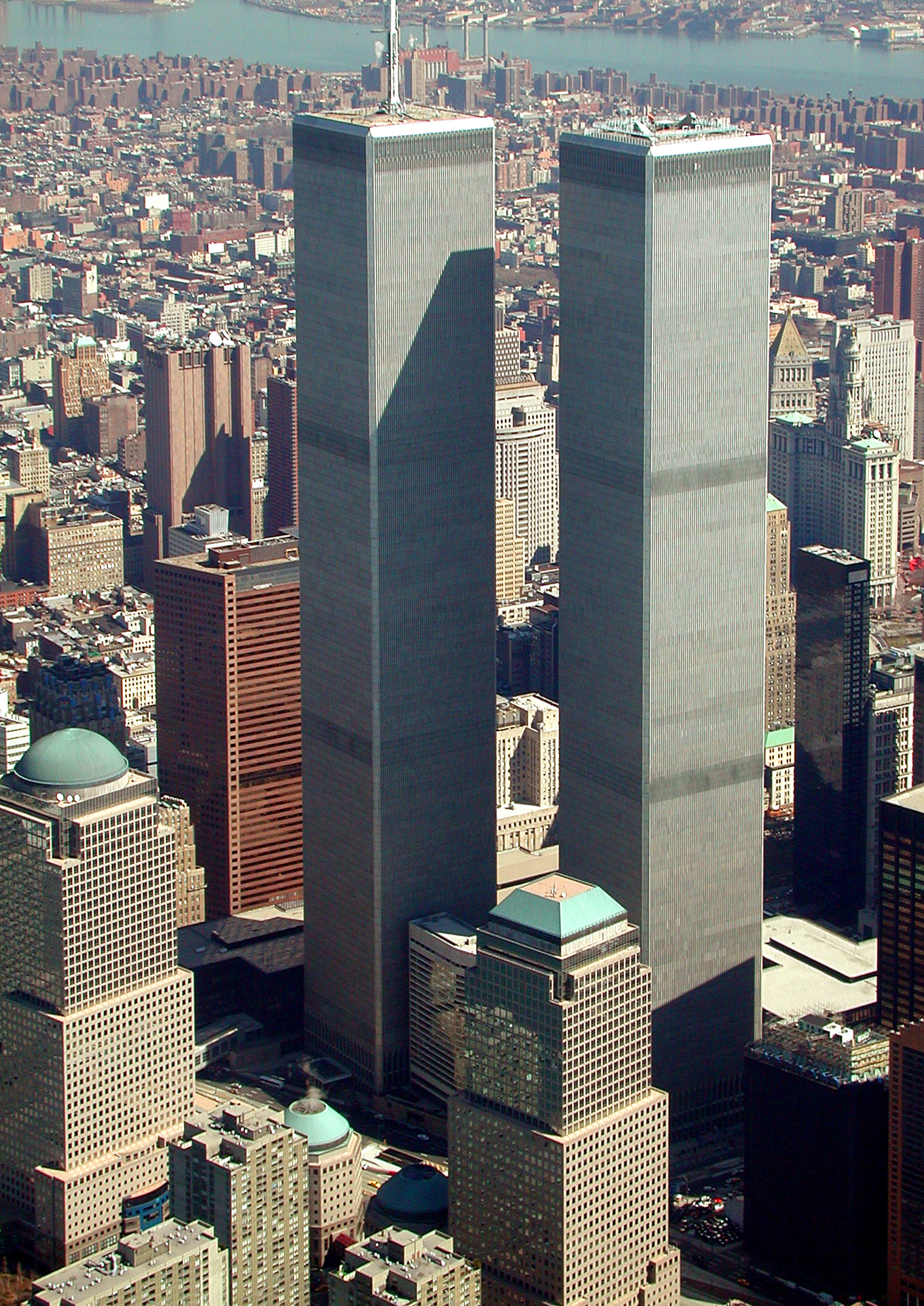
Areal des World Trade Centers (Bildmitte) und des World Financial Centers (Vordergrund) (Ausschnitt, 2001)

- Von 1942 bis 1972 betreute Austin J. Tobin, Exekutivdirektor der Port Authority, die Planung und Entwicklung des World Trade Centers.
- Am 20. September 1962 wurde Minoru Yamasaki mit der Leitung des World-Trade-Center-Projekts, in Zusammenarbeit mit dem Architekturbüro Emery Roth & Sons, beauftragt.
- Am 18. Januar 1964 stellte Minoru Yamasaki seinen Entwurf der Öffentlichkeit vor.
- Im März 1965 begann die New Yorker Hafenbehörde (Bauherr) mit dem Erwerb von Eigentum auf der World-Trade-Center-Seite von Manhattan.
- Am 12. März 1966 startete die beauftragte Ajax Wrecking and Lumber Corporation mit den Abbrucharbeiten an den sich auf dem geplanten Baugelände befindlichen Gebäuden.

| WTC-Komplex          | Daten                                                                                        |
| -------------------- | -------------------------------------------------------------------------------------------- |
| Architekt            | Minoru Yamasaki                                                                              |
| Tragwerksplaner      | Leslie Earl Robertson                                                                        |
| Bauherr              | Port Authority of New York and New Jersey                                                    |
| Architektur          | Emery Roth & Sons, Minoru Yamasaki Associates                                                |
| Tragwerksplanung     | Leslie E. Robertson & Associates, R.L.L.P. Skilling, Helle & Jackson, Christiansen Robertson |
| Generalauftragnehmer | Tishman Construction Corp.                                                                   |
| Restaurierung        | Leslie E. Robertson & Associates, R.L.L.P.                                                   |
| Bauaufsicht          | Karl Koch Erecting Corp.                                                                     |
| Planungsphase        | 1958–1966                                                                                    |

| Fundament (WTC-Komplex) | Daten                         |
| ----------------------- | ----------------------------- |
| Baubeginn               | 5. August 1966                |
| Tiefe                   | 21–26 m                       |
| Länge der Schlitzwand   | 1108 m (Baugrundumschließung) |
| Dicke der Fundamentwand | 92 cm                         |
| Aushub des Fundaments   | 920.000 Kubikmeter            |

| 1 WORLD TRADE CENTER – Nordturm | Daten             |
| ------------------------------- | ----------------- |
| Erbaut                          | 1966–1973         |
| Höhe                            | 417 m             |
| Gesamthöhe mit Antennenspitze   | 527 m             |
| Antennenhöhe                    | 110 m             |
| Einbau des letzten Stahlträgers | 23. Dezember 1970 |

| 2 WORLD TRADE CENTER – Südturm  | Daten         |
| ------------------------------- | ------------- |
| Erbaut                          | 1966–1973     |
| Höhe                            | 415 m         |
| Einbau des letzten Stahlträgers | 19. Juli 1971 |

| Merkmale für beide Türme              | Daten                             |
| ------------------------------------- | --------------------------------- |
| Konstruktionstyp                      | Außenstützen mit Aussteifungskern |
| Funktion/Nutzung                      | Bürogebäude                       |
| Bürofläche pro Turm                   | 418.500 Quadratmeter              |
| Personenaufzüge pro Turm              | 98 (davon 23 Express-Aufzüge)     |
| Traglast Express-Aufzug               | 55 Personen                       |
| Geschwindigkeit Express-Aufzug        | 8 m/s                             |
| Lastenaufzüge pro Turm                | 6                                 |
| Fassade                               | Glas, Aluminium                   |
| Fenster pro Turm                      | 43.600                            |
| Fassade pro Turm                      | 236 Stahlträger                   |
| Innenkern pro Turm                    | 47 Stahlträger                    |
| Querriegel                            | Stahl                             |
| Deckenträger                          | Stahl                             |
| Deckenplatten                         | 10 cm Leichtbeton in Trapezblech  |
| Anzahl der Stockwerke                 | 110                               |
| Unterirdische Stockwerke              | 6                                 |
| Parkfläche pro Turm                   | 2.000 Pkw (unterirdisch)          |
| Windbeständig bis                     | 240 km/h                          |
| Abmessungen am Fuß                    | 63,4 m × 63,4 m                   |
| Stahlgewicht pro Turm                 | 100.000 Tonnen                    |
| Gesamtgewicht pro Turm                | 500.000 Tonnen                    |
| Tragkraft Fußboden pro Stockwerk      | 1.300 Tonnen (plus Eigengewicht)  |
| Fußboden-Dämpferelemente pro Turm     | 11.000 Stück                      |
| Stromkabel pro Turm                   | 4.800 km                          |
| Eröffnung der Türme                   | 4. April 1973                     |
| Vollständige Fertigstellung der Türme | 1977                              |
| Baukosten pro Turm                    | 700 Millionen US-Dollar           |

| Teilgebäude                                                                    | Erbaut    | Stockwerke | Bürofläche           | Aufzüge |
| ------------------------------------------------------------------------------ | --------- | ---------- | -------------------- | ------- |
| 3 World Trade Center Marriott World Trade Center                               | 1978      | 22         | -                    |         |
| 4 World Trade Center – Southeast Plaza Building (Commodites Exchange Building) | 1978      | 9          | 78.500 Quadratmeter  | 13      |
| 5 World Trade Center – Northeast Plaza Building (Dean Witter Building)         | 1972      | 9          | 100.703 Quadratmeter | 9       |
| 6 World Trade Center U.S. Customs House                                        | 1975      | 8          | 74.691 Quadratmeter  | 12      |
| World Trade Center 7 (US-Behörden und Finanzunternehmen)                       | 1984–1987 | 47         | 174.000 Quadratmeter |         |

Koordinaten: 40° 42′ 42″ N, 74° 0′ 49″ W